# Michelangelo Maria Tiribilli
Michelangelo Maria Tiribilli, al secolo Riccardo (Firenze, 18 marzo 1937 – Seregno, 11 aprile 2025), è stato un abate italiano.
Fu abate generale della Congregazione benedettina di Monte Oliveto e abate ordinario dell'Abbazia territoriale di Monte Oliveto Maggiore.

## Biografia
Entrò giovanissimo nella Congregazione olivetana frequentando il seminario monastico di Camogli. Passò nell'abbazia di Monte Oliveto per ricevere l'abito monastico, prendendo il nome di Michelangelo Maria. Emise la professione monastica il 10 ottobre 1953. Conclusi gli studi teologici nella scuola abbaziale di Monte Oliveto, fu ordinato presbitero il 2 luglio 1961. Negli anni seguenti frequentò i corsi di Storia Ecclesiastica presso la Pontificia Università Lateranense conseguendo la licenza.
Visse nei monasteri di Camogli, di Bologna e di Rodengo, fu anche parroco a Siena dal 1980 al 1992 e nel contempo svolse le funzioni di vicario generale della Congregazione olivetana.

### Ministero abbaziale
Il 16 ottobre 1992 papa Giovanni Paolo II lo nominò abate di Monte Oliveto Maggiore e contestualmente fu eletto abate generale della Congregazione, succedendo all'abate Maurizio Contorni.
Durante il suo mandato abbaziale si verificarono importanti eventi: la fondazione del monastero coreano di Goseong e quello ghanese di Kumasi oltre la canonizzazione del fondatore della Congregazione, san Bernardo Tolomei, avvenuta nel 2009. Intensificò i contatti con i monasteri della congregazione, incrementandone la formazione spirituale e la vita monastica nonché promuovendo una profonda devozione mariana.
Resse l'abbazia per 18 anni, ritirandosi per raggiunti limiti d'età il 21 ottobre 2010.
Diventato abate emerito nel 2010, si trasferì nel monastero di Picciano, dove visse come semplice membro della comunità, dedicando numerosi incontri ai giovani e agli adulti. Nel 2014 fu inviato dai superiori a reggere l'abbazia di Seregno. Alla sua costante azione pastorale, affiancò la cura di alcuni eventi culturali. 
Nel 2023 rassegnò le dimissioni di superiore, ma continuò a vivere nello stesso monastero fino alla morte, avvenuta l'11 aprile 2025. Fu sepolto nel cimitero monastico di Monte Oliveto Maggiore.

### Pubblicazioni
Sei articoli dal 1958 al 1961 sul "Risveglio", pubblicazione trimestrale degli studenti benedettini di Monte Oliveto. Dal 1973 al 2009 trenta articoli su "l'Ulivo", rivista trimestrale della Congregazione di Monte Oliveto. Dal 2010 al 2021, ventiquattro articoli sulla "Vetta di Picciano". Tra il 1995 e il 2013. sedici prefazioni ai volumi di Storia Monastica (10), di Storia dell'Arte (3), Spiritualità (2) e (1) di Storia della Musica.

## Riconoscimenti
- Fu cappellano dell'Ordine Equestre del Santo Sepolcro di Gerusalemme.[7]